# Stele van Kaminia

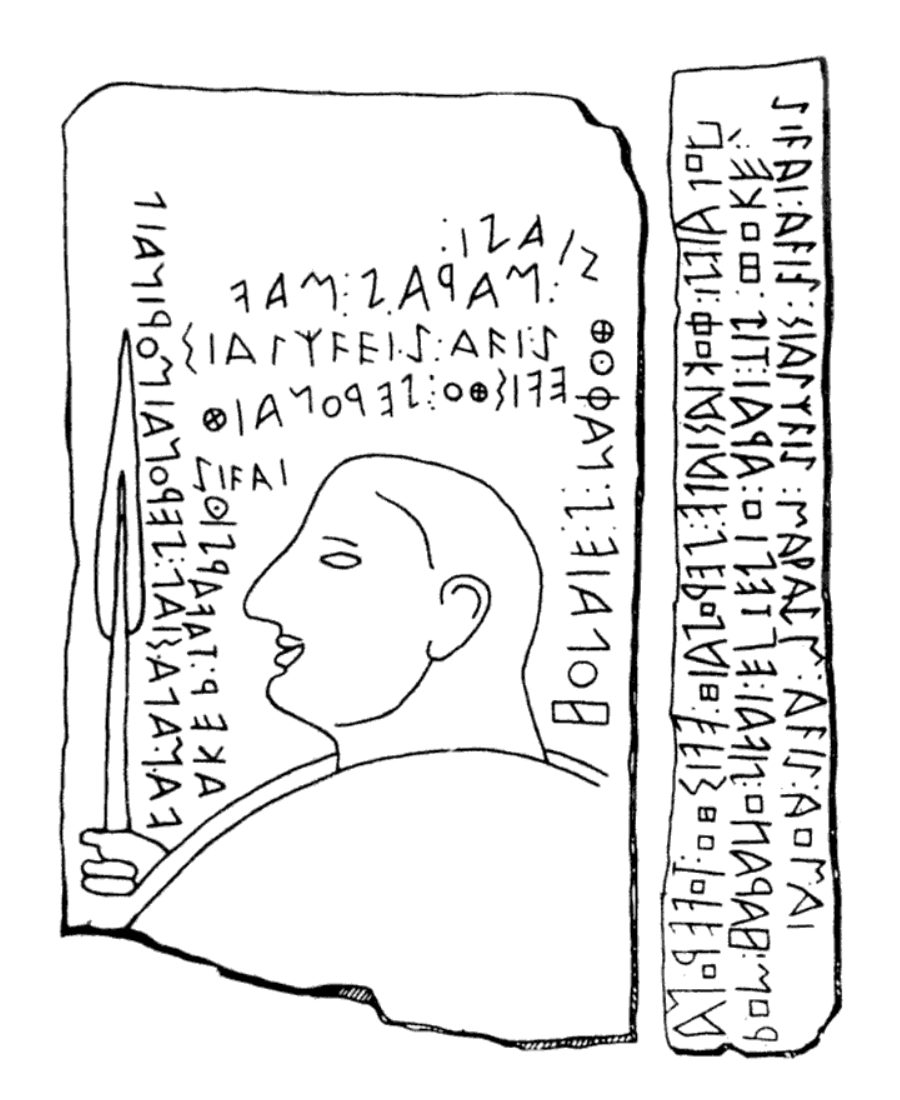
Tekening van de Stele van Kaminia (6e eeuw v.C.): voor- en rechter zijkant.

De Stele van Kaminia ook wel Stele van Lemnos is een grafstele met een Lemnische inscriptie daterend uit de 6e eeuw v.C. De stele van Kaminia is een van de zeldzame overleveringen van het Lemnisch.
De grafsteen werd in 1884 gevonden op het Griekse eiland Lemnos (in de noordelijke Egeïsche zee), waar hij was ingemetseld in de muur van de Agios Alexandros kerk te Kaminia. Het stuk bevindt zich thans in het Nationaal Archeologisch Museum van Athene. De stele dateert van ca. 550 - 510 v.C. (510 v.C. is een terminus ante quem; op dat moment werd Lemnos door Miltiades veroverd en werd het Lemnisch verdrongen door het Grieks. De vroegste Griekse inscripties dateren van ca. 500 v.C.). De stele - die oorspronkelijk waarschijnlijk langer was - toont een schematische afbeelding in laag reliëf van de overledene en profil, met schild en speer. Rondom hem kronkelt een inscriptie in het Lemnisch. Interessant is dat het Lemnisch sterke overeenkomsten vertoont met het Etruskisch. Tegenwoordig zijn de meeste geleerden het erover eens dat beide talen nauw aan elkaar verwant zijn. Sinds deze ontdekking neemt de Stele van Kaminia een belangrijke plaats in het debat over de etnische formatie van de Etrusken in. Zeer frappant is de overeenkomst in uitgang en getal, met name deze vorm (beide genitief):
| Stele (B3)    | Etruskisch    | Vertaling         |
| ------------- | ------------- | ----------------- |
| avis sialχvis | avils σealχls | zestig jaar (oud) |

## Transcriptie
De inscriptie bevindt zich deels op de voorkant rondom de afgebeelde figuur (A) en op de rechter (langste) zijkant van de stele (B). De schrijfwijze is boustrophedon. De inscriptie laat zich relatief gemakkelijk transcriberen, omdat het Lemnisch gebruik maakte van Griekse (Euboeïsche?) schrifttekens. De transcriptie is als volgt:
A
1. holaie:s : naφoθ : siasi :
2. maras : mav
3. σialχvei:s : avi:s
4. evisθo : seronaiθ
5. sivai
6. aker : tavarsio
7. vanalasial : seronai : morinail

B
1. holaiesi : φokiasiale : seronaiθ :evisθo : toverona[..
2. ..]rom : haralio : sivai : eptesio : arai : tis : φoke :
3. sivai : avis : sialχvis : marasm : avis : aomai